# Agrostis sinocontracta
Agrostis sinocontracta é uma espécie de gramínea do gênero Agrostis, pertencente à família Poaceae.